# Albany County (New York)
Albany County ist ein County im Bundesstaat New York der Vereinigten Staaten. Bei der Volkszählung im Jahr 2020 hatte das County 314.848 Einwohner und eine Bevölkerungsdichte von 232,2 Einwohnern pro Quadratkilometer. Der Verwaltungssitz (eng.: County Seat) ist Albany. Albany ist zudem die Hauptstadt des Bundesstaates New York.

## Geographie
Das County hat eine Fläche von 1381 Quadratkilometern, wovon 25 Quadratkilometer Wasserfläche sind.

## Geschichte

### Die indianischen Ureinwohner
Die indianischen Ureinwohner der Kronkolonie New York gehörten überwiegend der irokesischen Sprachfamilie an. Die einflussreichsten Stämme dieser Sprachfamilie dort bestanden aus den berühmten Six Nations, dem Irokesenbund, bestehend aus Oneida, Onondaga, Cayuga, Seneca, Mohawk und Tuscarora. Es gehörten aber auch die Stämme der Susquehanna, Erie, Huronen (Wyandot) etc. zu dieser Sprachfamilie.
Die Sprachfamilie der Algonkin, deren bedeutendste Stämme für das Gebiet von New York vor allem aus den Delawaren (Lenape), Mohegan und den Shaghticoke bestanden, nahmen von Pennsylvania, Long Island, Maine und dem Susquehanna River aus, nur geringen Einfluss auf die weitere Entwicklung von Albany County und nehmen für uns daher eher eine untergeordnete Rolle ein.
Das Albany County war vom Mohawk Valley, bis hin zur Mündung des Mohawk River in den Hudson River, das Siedlungsgebiet der Mohawk (Kenyan Kehaka) und des eher kleinen Stammes der Shaghticoke. Diese Stämme gaben auch Mohawk River und dessen Tal sowie der Siedlung Shaghticoke ihren Namen.
Was Feindseligkeiten gegen die europäischen Einwanderer betrifft, waren es insbesondere die Mohawk, die den Siedlern schwer zu schaffen machten. Sie galten ihnen als kompromisslose Krieger, die in ihrer Grausamkeit nicht zu überbieten waren. Sie ließen sich nur äußerst widerstrebend von ihren angestammten Jagdgründen vertreiben und Überfälle waren praktisch bis zum Ende des Unabhängigkeitskrieges noch an der Tagesordnung.

### Nieuw Nederland
Bereits 1524 segelte der italienische Entdecker Giovanni da Verrazano in die New Yorker Bucht.
Die Kolonisierung durch die Europäer begann jedoch erst, nachdem der englische Seefahrer Henry Hudson, der im Auftrag der Niederlande segelte, für diese 1609 das Gebiet in Besitz nahm.
1621 wurde die Provinz Nieuw Nederland, im Gebiet des heutigen US-Bundesstaates New York, von den Niederländern gegründet.
Die niederländische Westindien-Kompanie gründete drei Jahre später 1624 die Siedlung Fort Orange, in der Nähe des heutigen Albany und 1626 New Amsterdam an der Südspitze von Manhattan Island.
Um die Besiedlung voranzutreiben, wurde 1629 eine Charta erlassen, die den Siedlungen bestimmte Freiheiten und Privilegien gewährte.
Die Kolonie Nieuw Nederland litt in den ersten Jahren unter den Angriffen der Indianer sowie unter interner Misswirtschaft, erlangte aber schließlich unter Peter Stuyvesant, der von 1647 bis 1664 Gouverneur der Kolonie war, ein gewisses Maß an Ruhe und wirtschaftlicher Stabilität.

### New York
Im Jahr 1664, unter der Regentschaft Karls II., wurde die Provinz unter Federführung des James Duke of York, dem späteren König Jakob II. (engl. James II.), von der englischen Krone besetzt. Nach dem erfolgreichen Feldzug wurde die Provinz ihm zu Ehren, in New York umbenannt. Nach dem Frieden von Breda 1667 gaben die Niederländer ihre Ansprüche auf und New York fiel endgültig an die englische Krone.
1683 wurde Jacob von seinem Bruder, Karl II., zum Lord Protektor der Provinz ernannt und setzte 1684 Thomas Dongan als ersten Gouverneure der Provinz ein. James erklärte New Jersey, das ursprünglich ein Teil der Kolonie Nieuw Nederland war, zu einer eigenständigen Kolonie und erwarb den Ostteil Long Islands von Connecticut.
Nach einer erneuten, aber nur kurzen Besetzung durch die Niederländer 1673 bis 1674, unterstand die Kolonie wieder britischer Herrschaft.
Nachdem 1685 James als König Jakob II. den englischen Thron bestiegen hatte, gründete er die Dominion of New England, in der New England, New York und New Jersey zusammengefasst waren.
Als die Bürger New Yorks 1688 vom Sturz des Königs erfuhren, rebellierten sie und ernannten Jacob Leisler zu ihrem Gouverneur. Leisler wurde, nachdem die Macht des Königshauses 1691 wiederhergestellt war, wegen Hochverrats gehängt; die auf seine Initiative gegründete Volksvertretung wurde jedoch beibehalten und an der Regierung der Kolonie beteiligt. 1690 wurde die Siedlung Schenectady bei einem Angriff der Franzosen und Indianer zerstört.
New York blieb in den folgenden Jahrzehnten ein Kriegsschauplatz in den Kämpfen gegen die Franzosen und ihre indianischen Verbündeten.
Im Krieg von 1754 bis 1763 bauten die Franzosen einen bedeutenden Stützpunkt in Fort Ticonderoga am Champlainsee auf und drangen bis zum Lake George nach Süden vor. Erst als es Lord Jeffrey Amherst 1759 gelang, die Franzosen aus Ticonderoga und Crown Point zu vertreiben, war New York vor weiteren französischen Angriffen sicher.
Der Friede von 1763 setzte der französischen Präsenz in dieser Region ein Ende und gab den Startschuss für ein weiteres Vordringen in die Gebiete der Indianer im Mohawk Valley und um die Großen Seen.

### Albany
Albany gehört neben New York, Suffolk, Kings, Queens, Richmond, Westchester, Orange, Ulster, Dutchess, Cornwall (dem heutigen Maine) und Dukes (dem heutigen Marthas Vineyard) zu den zwölf Gründungscountys der Provinz New York.
Nach der damaligen Definition gehörten zu Albany County: die Stadt Albany, die Kolonie Renslaerwyck, die Siedlung Schonecteda, alle Dörfer, Ansiedelungen und Christlichen Außenposten auf der Ostseite des Hudson River, ab dem Flüsschen Roelof Jansen’s Creeke und im Westen alle Gebiete von Sawyer’s Creeke bis Sarraghtoga.
Ab den 60er Jahren des 18. Jahrhunderts bürgerte sich der Name Albany mehr und mehr als Bezeichnung für die gesamten am Oberlauf des Hudson gelegenen Gebiete New Yorks ein. Die genaue Festlegung der Grenzen wurde zum Gegenstand erbitterter Diskussionen zwischen den einzelnen Countys, was sich auch in den in ihren Grenzen stark voneinander abweichenden zeitgenössischen Karten widerspiegelt.
Diesen Zustand beendete erst die 1776 erschienene sogenannte Sauthier Map (benannt nach dem Topografen Claude Joseph Sauthier), denn diese im Auftrag von Gouverneure William Tryon erstellte Landkarte legte die Grenzen der einzelnen Countys endgültig fest.
Albany County bestand 1776 aus 17 Bezirken (sogenannten Districts) mit einer Gesamtbevölkerung von 42.706 Einwohnern.
- The City of Albany
- Manor of Ranselear District
- Manor of Livingston District
- Claverach District
- Schohary District
- Schonectady District
- Catskill & Coxhachy District
- Kinderhook District
- Saratoga District
- Schachtakook District
- Hosack District
- German Camp District
- Great Inboght District
- Half Moon District
- Cambridge District
- Kings District
- Ballstown District

### Die Albany County Miliz
Die Albany County Militia kämpfte im Amerikanischen Unabhängigkeitskrieg auf der Seite der Kontinentalarmee.
Sie bestand aus 17 Regimentern und einer Independent Company. Jedes dieser Regimenter bestand aus 200–500 Mann und war in vier bis sieben Kompanien gegliedert.
Die Regimenter waren nach Bezirken oder Regionen eingeteilt und wurden neben der Regimentsnummer auch mit dem Namen des Kommandeurs bezeichnet, beispielsweise Wempel's 2nd Regiment of the Albany County Militia.

#### Die Regimenter der Albany County Militia
| Regiment            | Distrikt                                                           | Kommandeur                   |
| ------------------- | ------------------------------------------------------------------ | ---------------------------- |
| 1st                 | City of Albany                                                     | Col. Abraham Cuyler          |
| 2nd                 | Schenectady District                                               | Col. Abraham Wemple          |
| 3rd                 | 1st Rensselerwyck District Battalion                               | Col. Philip P. Schyler       |
| 4th                 | 2nd Rensselerwyck District Battalion                               | Col. Killian Van Rensselaer  |
| 5th                 | 3rd Rensselerwyck District Battalion                               | Col. Gerrit G. van den Bergh |
| 6th                 | 4th Rensselerwyck District Battalion                               | Col. Stephen John Schuyler   |
| 7th                 | Kinderhook District                                                | Col. Abraham J. Van Alstine  |
| 8th                 | 1st Claverack District Battalion                                   | Col. Robert Van Rensselaer   |
| 9th                 | 2nd Claverack District Battalion                                   | Col. Peter Van Ness          |
| 10th                | Manor Of Livingston                                                | Col. Morris Graham           |
| 11th                | Coxsackie and Groote Imbockt                                       | Col. Jacobus Van Schoonhoven |
| 12th                | Half Moon and Ballston Districts                                   | Col. Anthony Van Bergen      |
| 13th                | Saratoga District                                                  | Col John McCrea              |
| 14th                | Hoosack and Schaghtecooke                                          | Col. John Knickerbacker      |
| 15th                | United Districts of Schoharie and Duanesburgh                      | Col. Peter Vroman            |
| 16th                | Cambridge District                                                 | Col. John Blair              |
| 17th                | Kings District (from the Canaan/Chatham area, now Columbia County) | Col. William B. Whiting      |
| Independent Company | Independent Company                                                | Capt. Petrus Van Gaasbeck    |

### Historische Orte

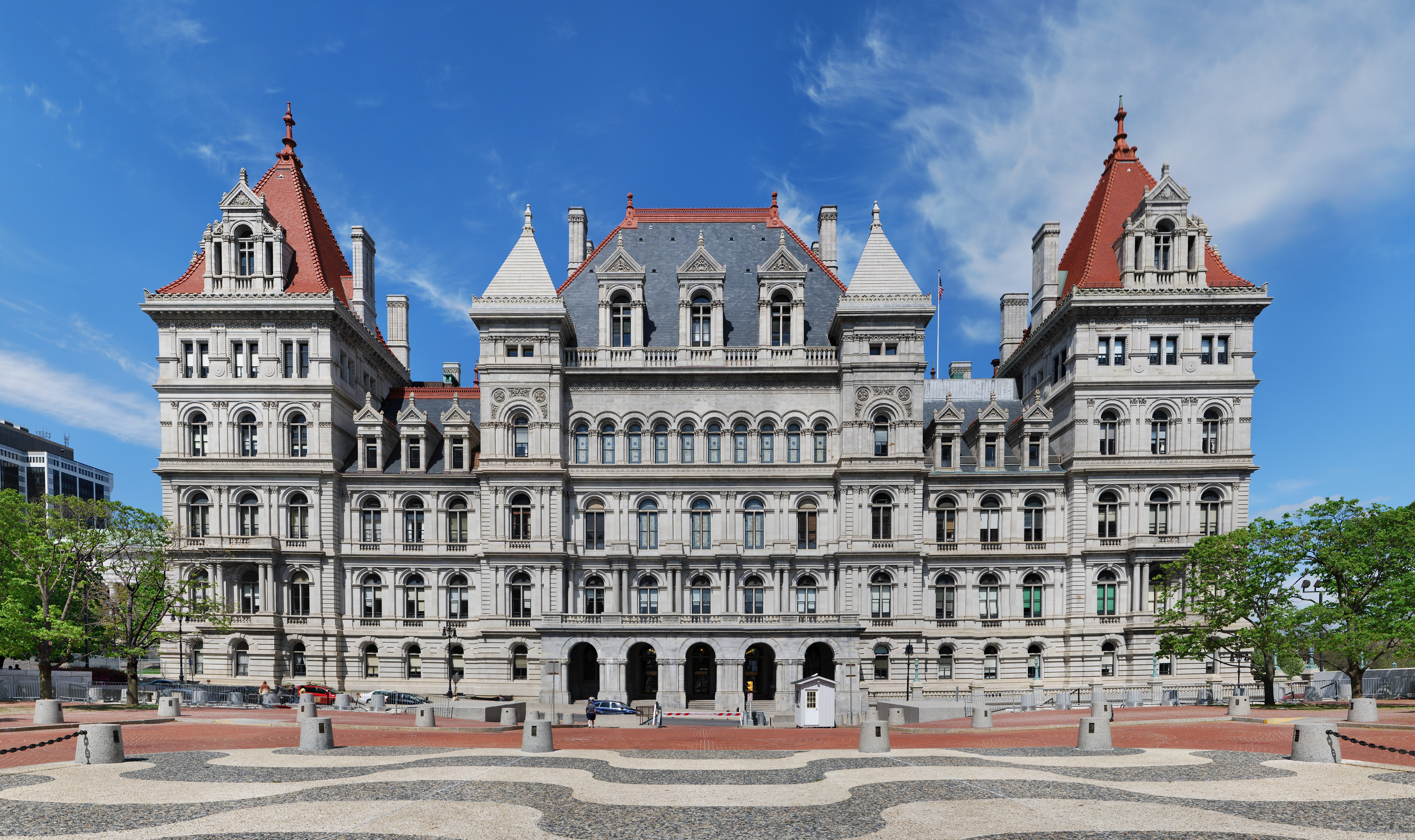
New York State Capitol (2009)

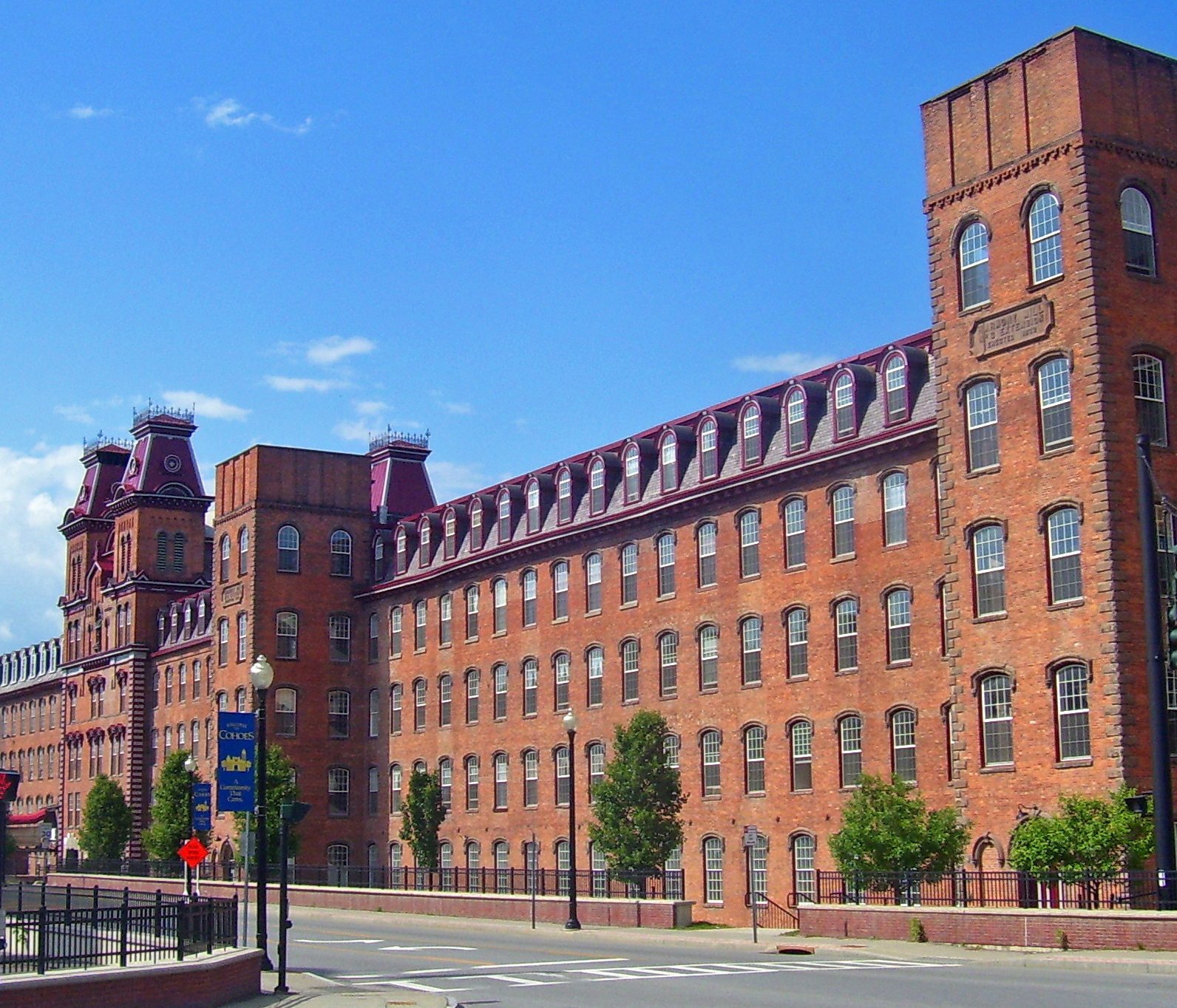
Harmony Mills hat den Status einer National Historic Landmark.

Zehn Orte haben den Status einer National Historic Landmark. 208 Bauwerke und Stätten des Countys sind insgesamt im National Register of Historic Places eingetragen (Stand 17. Februar 2018).

## Städte und Ortschaften
| - Albany - Altamont - Berne - Bethlehem - Coeymans - Cohoes - Colonie - Delmar - Green Island - Guilderland - Knox | - Medusa - Menands - New Scotland - Preston-Potter Hollow - Ravena - Rensselaerville - Voorheesville - Watervliet - Westerlo - Westmere |